# École Pierre Monteux
L'école Pierre Monteux est une école de musique créée par le musicien Pierre Monteux pour former de futurs chefs d'orchestre. L'école a ouvert ses portes en 1943 à Hancock, chef-lieu du comté de Handcock, dans l'État du Maine. Une session commence mi-juin pour s'achever fin juillet.

## Historique
En 1943, Pierre Monteux et son épouse Doris (née Hodgkins), fondèrent une école d'été pour les chefs d'orchestre et les musiciens dans la ville de Hancock, inspirées en partie par l'expérience en tant que professeur d'éducation musicale en France. Les musiciens vinrent de tous les coins du monde à Hancock pour étudier avec leur bien-aimé « Maître ». 
Leur fille, Nancie Monteux-Barendse, fut administratrice de l'école et présidente du conseil d'administration de la Fondation Pierre Monteux Memorial. Née à Boston, Nancie Monteux reçut sa première éducation dans les pensionnats et sous la houlette de tuteurs privés en Belgique et en France, où elle vécut et voyagea avec ses parents, Pierre et Doris Monteux. Dans les années 1970, elle retourna à Hancock pour aider sa mère Doris, à la gestion de l'école Monteux et prit le poste d'administrateur à la mort de sa mère, en 1984.
Leur fils Claude Monteux, fut conseiller musical pour l'école Pierre Monteux, où il était répétiteur des ensembles de musique de chambre. Claude Monteux effectua avec succès une double carrière internationale comme flûtiste de concert et chef d'orchestre.
À la mort de Monteux, c'est Charles Bruck qui reprit la formation; lui succèda son protégé, Michael Jinbo, actuellement chargé de la direction artistique et des cours.

## Élèves célèbres
Parmi d'autres, on peut compter Lorin Maazel, Neville Marriner, André Previn, Marc Minkowski, etc. L'école continue à prodiguer des cours de perfectionnement à de nouvelles générations de chefs, par exemple, Jean-Philippe Tremblay, Hugh Wolff ou Ludovic Morlot,